# Ојербах
Ојербах (њем. Euerbach) општина је у њемачкој савезној држави Баварска. Једно је од 29 општинских средишта округа Швајнфурт. Према процјени из 2010. у општини је живјело 3.031 становника. Посједује регионалну шифру (AGS) 9678128.

## Географски и демографски подаци
Ојербах се налази у савезној држави Баварска у округу Швајнфурт. Општина се налази на надморској висини од 238 метара. Површина општине износи 17,4 km². У самом мјесту је, према процјени из 2010. године, живјело 3.031 становника. Просјечна густина становништва износи 174 становника/km².

## Међународна сарадња
| Мјесто    | Држава    | Врста сарадње | Од    |
| --------- | --------- | ------------- | ----- |
| Камбремер | Француска | партнерство   | 1991. |
| Извор     |           |               |       |